# Majadito
Le majadito ou majao est un plat typique de la gastronomie bolivienne originaire des départements du Beni et de Santa Cruz et qui remonte à l'époque vice-royale sur le territoire bolivien. Ce plat est composé de riz avec du charqui (viande déshydratée), de l'œuf, du yucca et des plantains frits. Il existe des variantes qui remplacent la viande séchée par de la viande fraîche, comme le poulet, le canard, entre autres. On trouve deux variétés de majadito : le majadito tostado (majadito grillé) et le majadito batido (majadito battu).

## Histoire
En Bolivie, « majao » signifie « battu ou écrasé », quelque chose qui est fait avec la viande avant de préparer le majao dans un tacú ou mortier en bois.

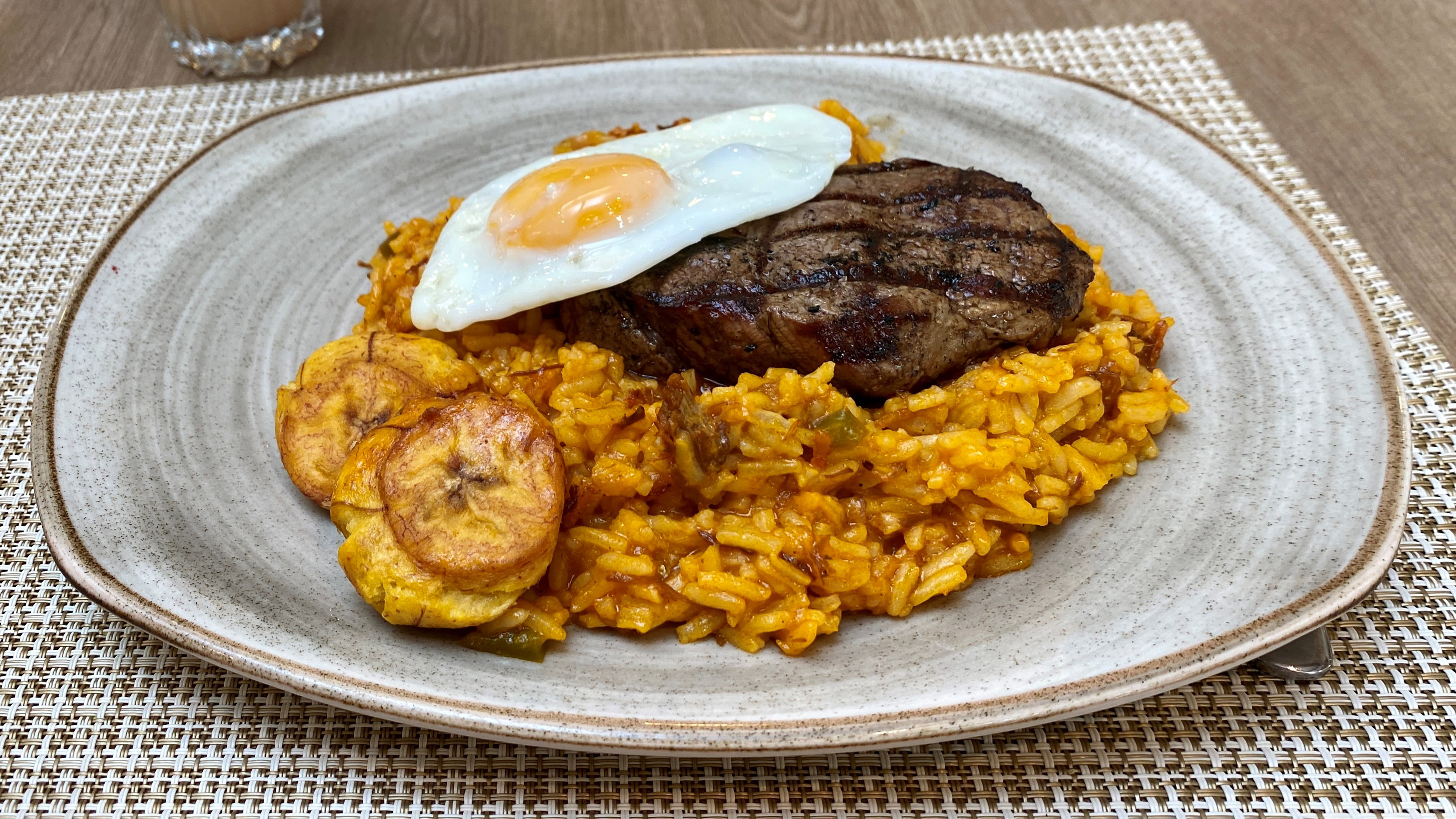
Plat de majadito avec bœuf.

Il s'agit d'un plat traditionnel de l'Orient bolivien, remontant à l'époque de la conquête espagnole sur le territoire actuel de la Bolivie. La majadito présente certaines similitudes avec les paellas espagnoles. La préparation peut inclure de la viande séchée, appelée majau de charque, de la chair de poulet, appelée majao de pollo, ou de la viande de canard, portant le nom de majao de pato. Ces deux dernières constituent les variantes du plat les plus populaires.